# Tập đoàn Hoàng Anh Gia Lai

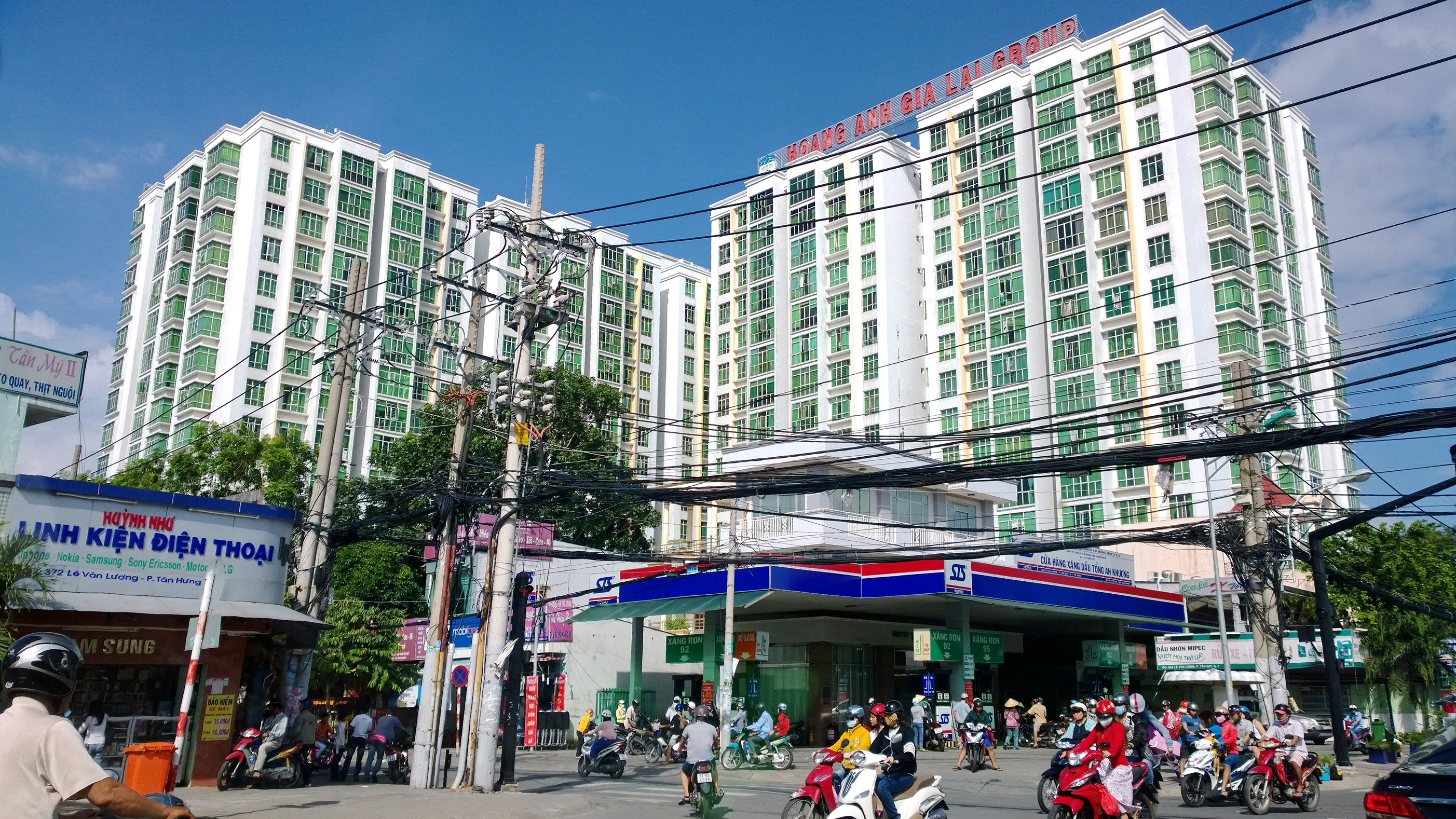
Chung cư Hoàng Anh Gia Lai

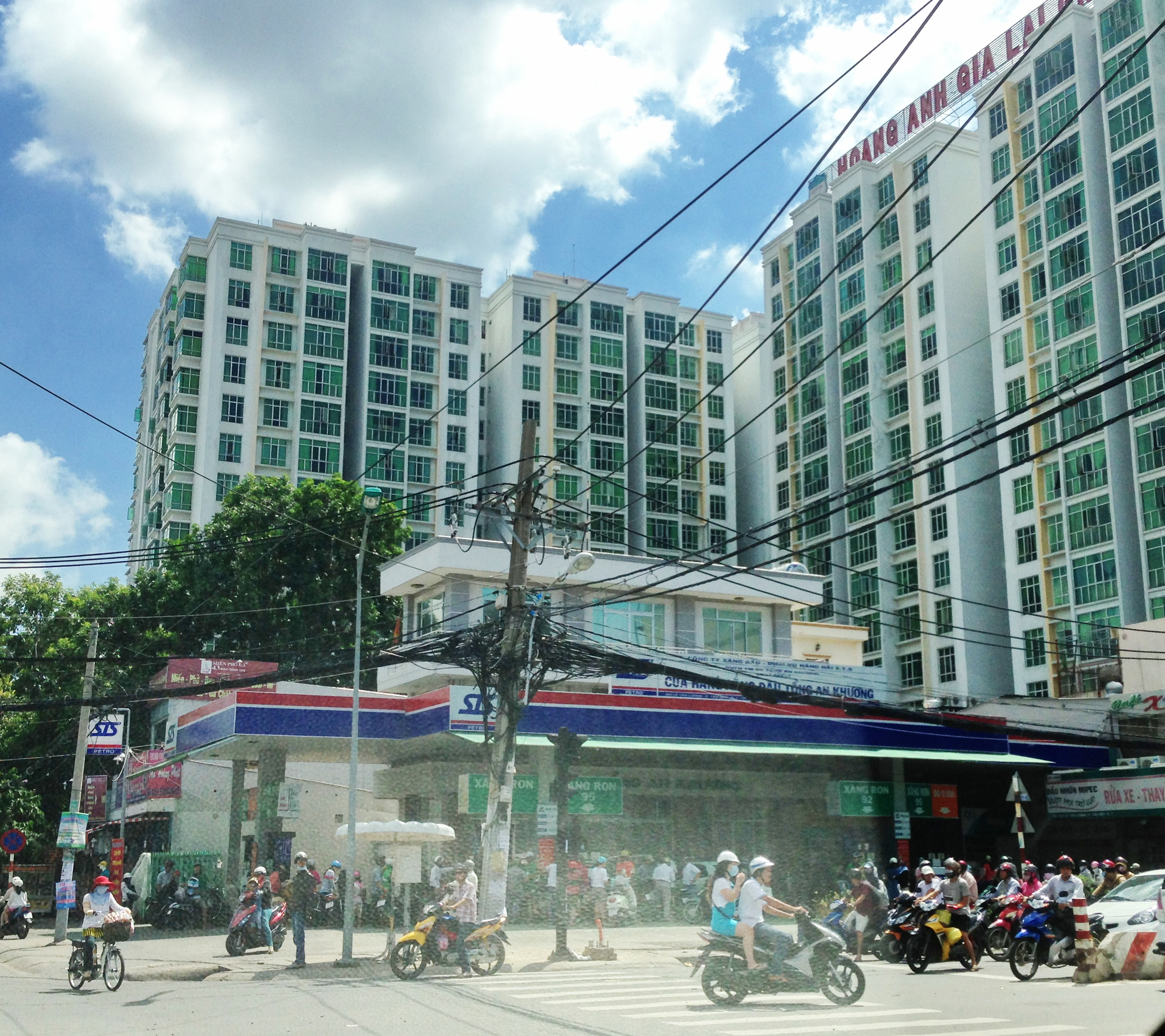
Chung cư Hoàng Anh Gia Lai

Tập đoàn Hoàng Anh Gia Lai (HAGL Group), tên chính thức là Công ty Cổ phần Hoàng Anh Gia Lai, thường được gọi đơn giản là Hoàng Anh Gia Lai (HAGL hay HAG), là một công ty đa ngành nghề, có trụ sở đặt tại Pleiku, Việt Nam.
Từ một nhà sản xuất nội thất nhỏ, công ty đã đa dạng hóa sang các ngành khác như là cao su, tài chính và làm bóng đá. HAGL có tốc độ phát triển tài sản nhanh nhất Việt Nam năm 2010 và nhanh thứ nhì năm 2011. HAGL cũng phát triển mạnh ở bên ngoài Việt Nam, với khoản đầu tư xấp xỉ 1 tỉ USD vào Lào, hàng trăm triệu đô vào Myanmar, 100 triệu USD vào Campuchia và hàng chục triệu đô la vào Thái Lan .

## Phát triển
HAGL không gặp nhiều may mắn thời gian qua khi đầu tư vào cao su (do rớt giá), làm khoáng sản thì không có đầu ra; chuyển sang nông nghiệp cũng chưa có kết quả rõ rệt. Tính đến cuối năm 2015, nợ phải trả của HAGL lên đến 32.900 tỷ đồng, trong đó có sự góp mặt của gần chục ngân hàng thông qua vay nợ trực tiếp hoặc “ôm” các khoản vay từ phát hành trái phiếu của chính doanh nghiệp này. Ba chủ nợ lớn nhất của HAGL gồm: BIDV với hơn 10.000 tỷ đồng, Eximbank với gần 4.000 tỷ đồng và VP Bank với 2.800 tỷ đồng..